# 杭州出租车
杭州出租车，官方作杭州市客运出租车，是运行于中華人民共和國浙江省杭州市市辖区范围内的出租车辆交通载运系统。杭州出租车载具基本以绿色和银色作代表性象征。夏天酷热时期，设有空调。2015年8月26日，杭州公交集团投资设立的杭州出租车汽车集团有限公司正式挂牌成立。杭州出租车集团由多家出租车公司整合而成，进行集团化运营，注册资金1亿元，有1,770辆出租车，未来1至2年预计拥有3,000余辆出租车。集团将与互联网企业合作，引入互联网+的士管理概念和大数据技术，设立统一约车平台，APP“大众出行”在2015年9月中下旬上线。

## 收费标准
- 普通出租车与电动出租车：起步价13元（3公里），3-10公里以上10公里以内2.5元／公里，超10公里3.75元／公里[2]。
低速（12公里／时以下）时，上午7时至9时以外每4分钟加收1公里里程费（2.5元），7时至9时以内每4分钟加收1.5公里里程费（3.75元）。
每日23时至次日5时间里程费上浮30%。年三十至初六期间起步价上浮10元。

## 现服役车型
- 现代：索纳塔
- 一汽：红旗明仕
- 雪铁龙：畢加索，富康
- 華晨：中华
- 大众：帕萨特，寶來，桑塔纳，捷达
- 日产：藍鳥
- 别克：君威
- 奔驰：

## 曾使用过的车种
- 雪铁龙：富康
- 大众：桑塔纳，捷达
- 马自达：马自达3
- 夏利